# Religion i Moçambique
Enligt den senaste folkräkningen från 2007 är 56,1 % av Moçambiques befolkning kristen, 17,9 % muslimer och 7,3 % tillhörde någon annan trosriktning. 
Eftersom man i det förkoloniala Moçambique saknade skriftspråk är kunskapen om den ursprungliga religionen begränsad. 
Troligen fanns inslag av förfädersdyrkan och animism, föreställningar som fortfarande spelar en viktig roll för många mocambikaner, även sådana som officiellt saknar religion eller tillhör någon annan religion. På sina håll på landsbygden finns fortfarande medicinmän som använder magi och muti för att bota sjukdomar eller för att åsamka skada. Dessa har dock inte registrerat sig som trossamfund och saknar kultbyggnader.